# Cap de Creus
Cap de Creus – przylądek w północno-wschodniej części Hiszpanii, w prowincji Katalonia, nad Morzem Śródziemnym, przy granicy z Francją. Jest to najdalej na wschód wysunięty punkt Półwyspu Iberyjskiego.
Na przylądku znajduje się latarnia morska.